# Rema triangulata
Rema triangulata là một loài bướm đêm trong họ Noctuidae.